# هانزا سيل
هانزا سيل (بالألمانية: Hanse Sail) هو أحتفال سنوي تتجمع فيه سفن شراعية قديمة وحديثة في ميناء روستوك على بحر البلطيق في شمال ألمانيا. ويعتبر هذا الاحتفال أكبر احتفال من هذا القبيل في بحر البلطيق.

## قصته

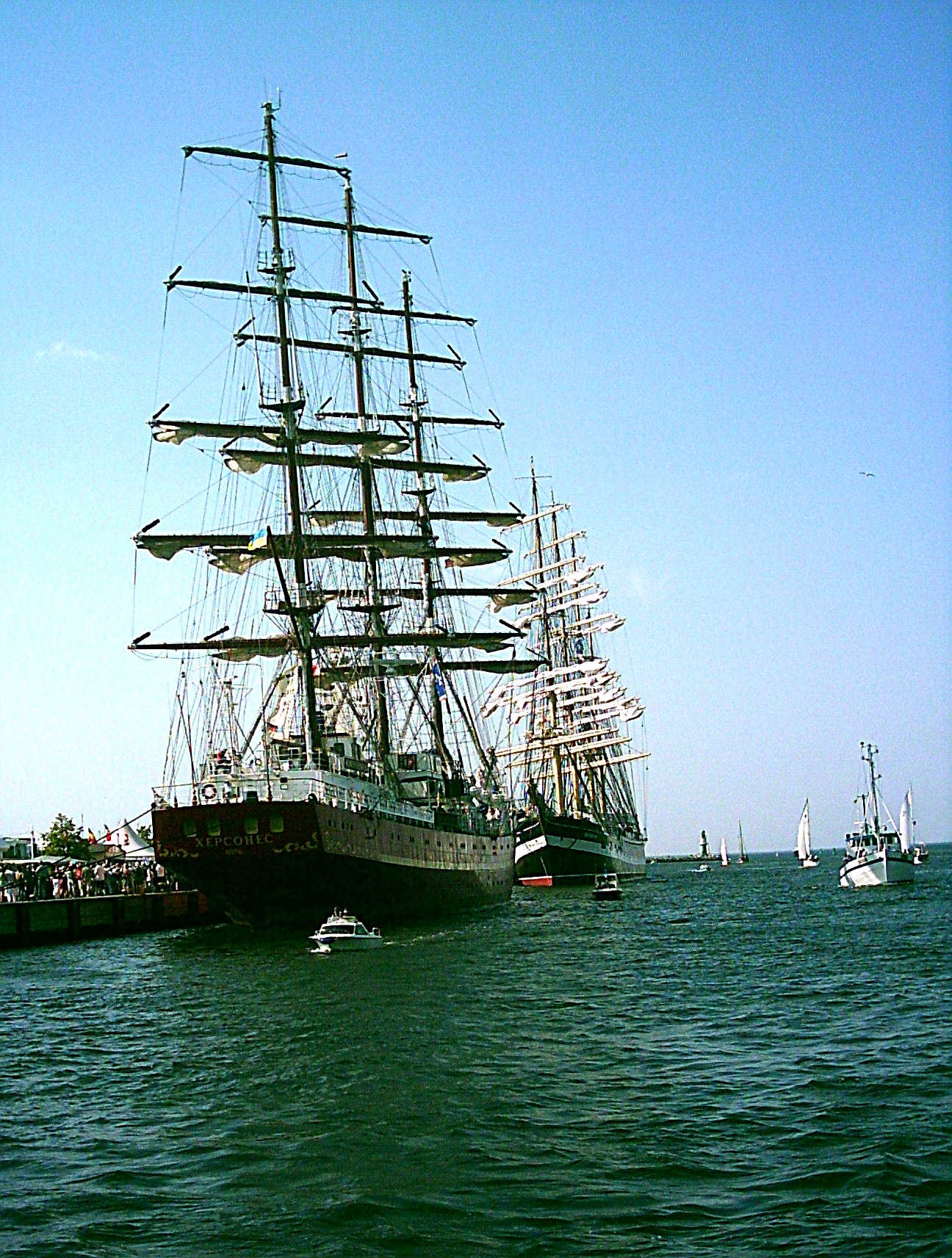
Hanse Sail 2004

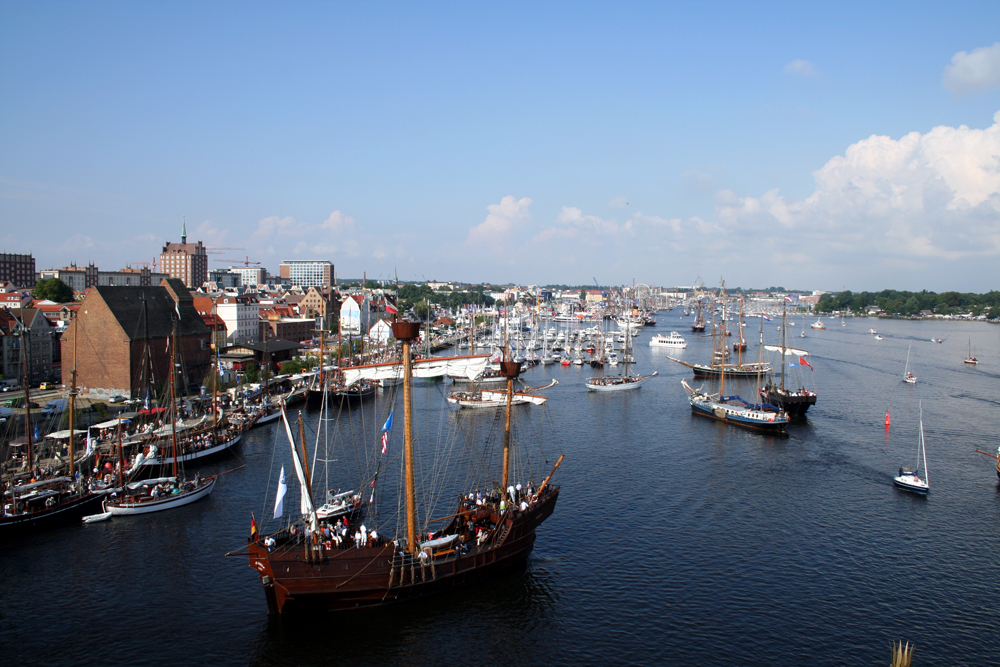
Hanse Sail 2007

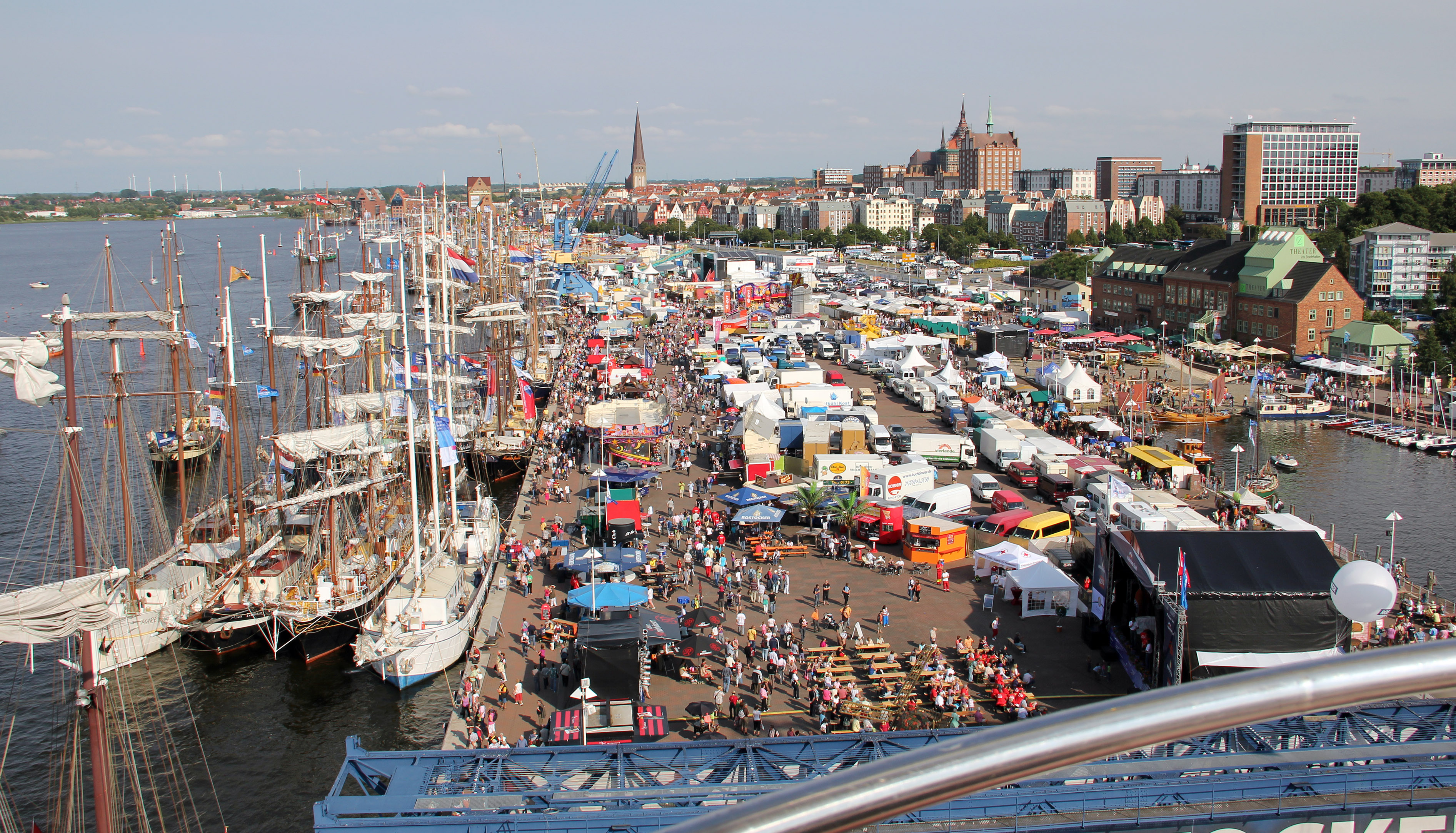
Hanse Sail 2010

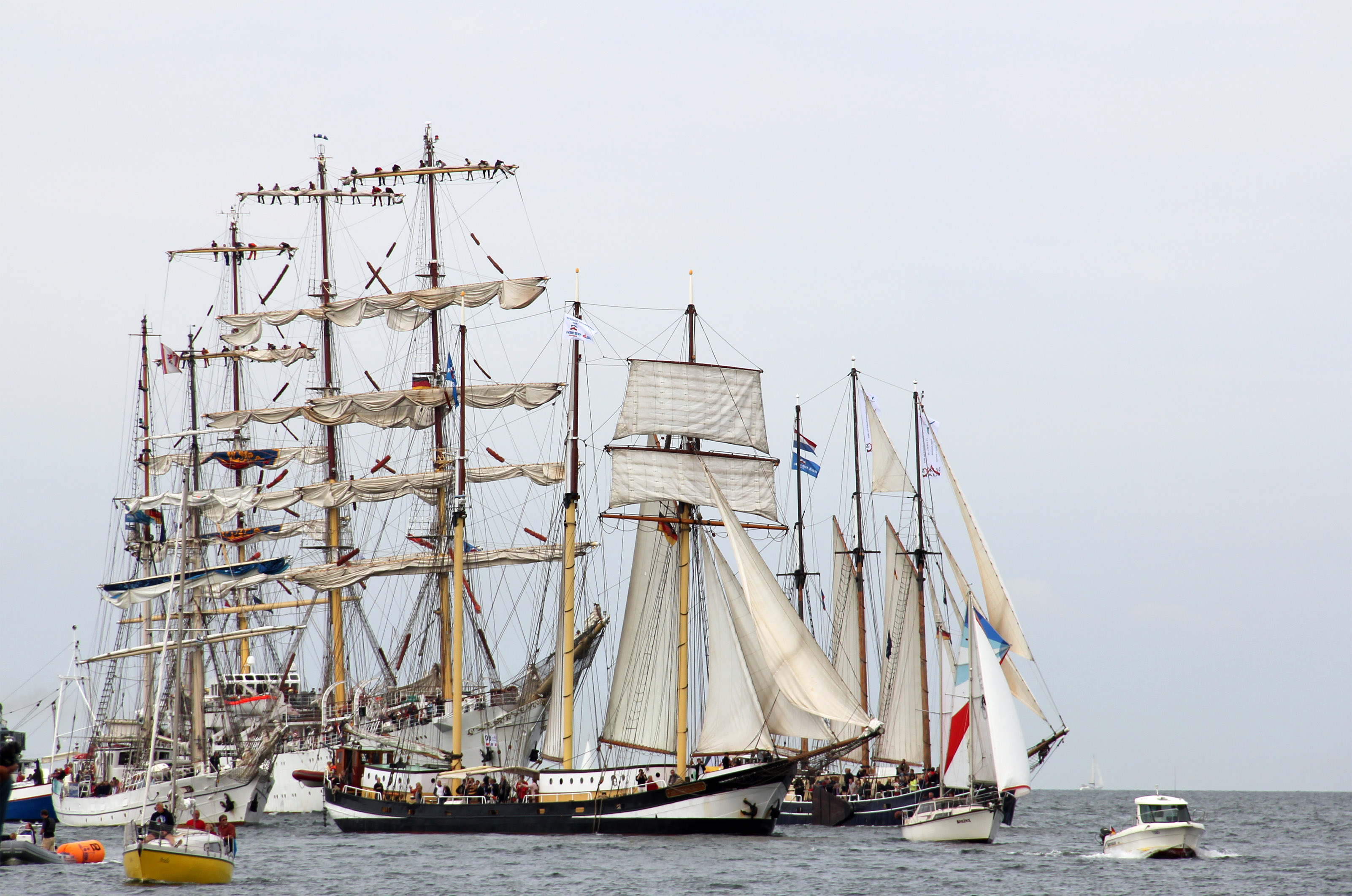
هانزا سيل 2010 ، وارنمونده.

عقد أول احتفال «هانزا سيل» في روستوك خلال الأسبوع من 22 - 28 يوليو 1991 تحت اسم «أيام احتفالات مدن هانزا». وكلل أول احتفال يتم في روستوك بنجاح كبير، فقد كان بعد إعادة الوحدة الألمانية واصبح لسكان ألمانيا الشرقية حرية ركوب البحار بعدما كان ذلك ممنوعا لديهم أثناء حكم رؤساء «جمهورية ألمانيا الشرقية»، واشترك في الاحتفال جمع غفير من الناس والسياح. كما اشتركت السفينة الشراعية الألمانية غورش فوك في الاحتفال، وهي سفينة شراعية كبيرة تمتلكها القوات البحرية الألمانية تستخدم في تدريب جنود البحرية. وتشترك سفن شراعية من روسيا ومن هولندا، مثل «سفينة نوردليس» والسفينة الشراعية الفرنسية «إتوي دي روي». كما يسمح للجمهور صعود تلك السفن وكذلك سفن البحرية الألمانية الحديثة المشتركة ومشاهدة ما فيها مقابل رسوم قليلة.
تقوم فئة من المشاهير السياسيين في افتتاح الاحتفال مع مصاحبة الموسيقى النحاسية. وكذلك ينتهي الاحتفال بمصاحبة الموسيقى في مغرب اليوم الأخير للاحتفالات. يعقد الاحتفال لمدة أسبوع كل سنة ويشترك فيه عمدة روستوك. خلال هذا الأسبوع يمرح ويلعب الكبير والصغير، فهو احتفال مدينة بأكملها. ويأتي إليها الناس من بعيد، وتروج فيها التجارة.
يشارك في الاحتفال تجار المدينة فتجدهم يزينون محالهم ويعرضون بضائعهم، في انتظار الوافدين. وخلال أيام الاحتفال يكسبون جزءا هاما من مكسبهم السنوي حيث تروج التجارة خلال تلك الأيام التي تكثر فيها العروض وتجلب السياح.

## التمويل والعائد
تبلغ تكلفة الاحتفال بالإجمال نحو 5و1 مليون يورو، يصرف على مكاتب هانزا سيل وأعمال الدعاية وعروض بعض المعارض التجارية والصناعية. تدفع منها إدارة مدينة روستوك 500.000 يورو، ويدفع منظمو هانزا سيل 500.000 يورو من اكتساب حقوق إعلان ومن عوائد الاحتفال. والجزء الثالث وهو 500.000 يورو من تجار محليين وداعمين ماليين من مختلف الشركات الكبيرة في ألمانيا.
وقد أصبح احتفال هانزا سيل على مر 20 سنة حدثا اقتصاديا كبيرا للمدينة. وتقدر حصيلة المكاسب الإضافية للتجار خلال هذا الأسبوع بنحو 50 مليون يورو. ما تقدم احتفالات هانزا سيل مجالا مناسبا لمنتديات ومقابلات سياسية واقتصادية وثقافية. مثلها في ذلك مثل أسبوع كيل.